# Cobitis tanaitica
Cobitis tanaitica е вид лъчеперка от семейство Cobitidae. Видът не е застрашен от изчезване.

## Разпространение
Разпространен е в Молдова, Румъния, Русия и Украйна.